# Trisetaria
Trisetaria é um género botânico pertencente à família Poaceae.